# 294
294是293與295之間的自然數。

## 在數學中
- 合數，正因數有1、2、3、6、7、14、21、42、49、98、147和294。
質因數分解為{\displaystyle 2\times 3\times 7^{2}}。
- 第68個過剩數，真因數和為390，盈度為96。前一個為288、下一個為300。
  - 第69個半完全數，和為本身的其中一組因數為1、 6、 7、 14、 21、 98、 147。前一個為288、下一個為300。
- 十进制的奢侈數。
- 第53個質數+53（241+53）
- 半完全數：294=49+98+147

## 在人類文化中
- 資治通鑒共294卷，是中國第一部編年體通史
- 香港交易所交易大堂在2006年完成翻新後，設有294張交易檯
- 是美國94號州際公路的補助線

## 在天文中
- NGC 294 是杜鵑座的一個星系
- 印第安座是南天的一個星座，面積294平方度
- 小行星25143是第二個有人造飛行器著陸的小行星，大小為535 × 294 × 209公尺

## 在地理中
- 美國南達科塔州最低海拔為294公尺
- 北竿島的壁山標高294公尺，是馬祖列島第一高峰

## 在其他領域中
- 音符D的近似頻率為294Hz
- 西元294年和前294年